# Ben Watkins

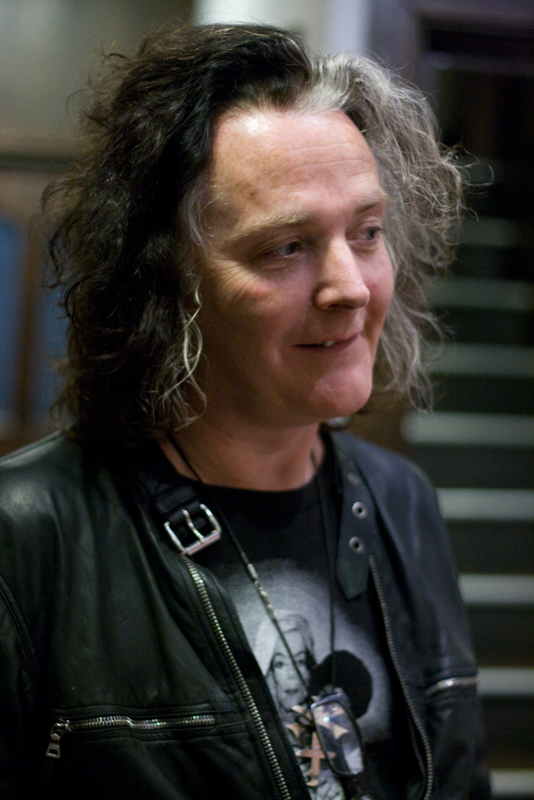
Ben Watkins von Juno Reactor

Ben Watkins ist ein britischer Musiker. Er ist Gründer des Projekts Juno Reactor sowie Komponist von Filmmusiken.

## Leben
Watkins begann 1982 mit dem Komponieren elektronischer Musik, hatte zuvor in mehreren Bands gespielt und dabei nach eigener Aussage eher gelernt, in welcher Art von Band er nicht spielen wollte, als in welcher Art von Band er Mitglied sein wollte. Nachdem er von seiner verstorbenen Großmutter einige hundert Pfund Sterling erbte, kaufte er sich einen Sequenzer und einen Drumcomputer, inspiriert vom Electropunk von Bands wie DAF und Suicide. Die einzige ihm bekannte Person, die diese Vorliebe teilte, war Martin „Youth“ Glover von Killing Joke, mit dem und dessen Freundin er in einer Band spielte. 1990 formierte Watkins dann Juno Reactor.
Er steuerte Kompositionen zu Film-Soundtracks der Matrix-Filmreihe und Beowulf bei.
Ben Watkins tritt nebenbei auch weltweit unter dem Namen Juno-Reactor als DJ auf. 